# Sulejmánie
Sulejmánie (kurdsky سلێمانی, arabsky ‏السليمانية‎‎) je město v severovýchodním Iráku a hlavní město stejnojmenného guvernorátu, který je součástí iráckého Kurdistánu. V roce 2018 v něm žilo přes 878 000 obyvatel. Je kulturním střediskem Kurdů, kteří hovoří dialektem sorání.

## Osobnosti
- Barham Sálih (* 1960), irácký politik, osmý prezident Iráku
- Nma Narimanová (* 2011), kurdská aktivistka za lidská práva a za práva dětí

## Partnerská města
- Neapol, Itálie
- Tucson, USA